# Seznam zdravilnih rastlin po družinah
Seznam zdravilnih rastlin po družinah:

## A
- Apiaceae (Umbeliferae) - kobulnice :
  - Foeniculum vulgare (navadni komarček) - Foeniculi fructus (plod komarčka)
  - Petroselinum crispum in Petroselinum segetum (peteršilj) - Petroselini radix (korenina peteršilja)
  - Pimpinella anisum (vrtni janež, koromač) - Anisi fructus (plod janeža)
  - Pimpinella major (veliki bedrenec) in Pimpinella saxifraga (navadni bedrenec) - Pimpinellae radix (korenina bedrenca)

- Araceae - kačnikovke:
  - Acorus calamus (kolmež) - Calami rhizoma (korenika kolmeža)

## C
- Cucurbitaceae -  bučevke:
  - Cucurbita pepo (buča) - Cucurbitae semen (seme buče)

## D
- dežen ali medvedova taca

## R
- Rosaceae - rožnice:
  - Crataegus laevigata navadni glog in Crataegus monogyna (enovratni glog) - Crataegi folium cum flores (listi in cvetovi gloga)